# Натан, Жак
Натан Жак Примо (28 октября 1902, София — 3 марта 1974, София) — болгарский историк и экономист, общественный деятель, академик Болгарской АН (1961), народный деятель науки (1965), Герой Социалистического Труда (НРБ) Народной Республики Болгария (1964).

## Биография
Член Болгарской коммунистической партии (БКП) с 1920 года. Экономическое образование получил в период с 1926—го по 1930 год в Москве, где находился как политический эмигрант. В период с 1945 по 1947 года член Национального комитета Отечественного фронта; с 1949 по 1952 год — заместитель председателя Комитета по делам науки и искусства при Совете Министров НРБ. С 1945 года профессор, заведующий кафедрой политической экономики, с 1957 по 1962 год — ректор Высшего экономического института им. К. Маркса (София).
С 1949 года ответственный редактор журнала «Исторически преглед». Автор работ по истории народного хозяйства Болгарии, истории экономической мысли, политической экономии, истории национально-освободительного движения в Болгарии в 19 веке и истории БКП.

## Награды и премии
- Герой Социалистического Труда (1964)
- 2 ордена Георгия Димитрова (1964, 1972)
- Димитровская премия (1950, 1966)

## Сочинения
- Болгарское возрождение = Българското възраждане. / Сокр. пер. с болг. Н. Н. Соколова и С. Г. Займовского. С предисл. акад. Н. С. Державина [с. 5-13]. — М. : Государственное издательство иностранной литературы, 1949. — 319 с.